# Diócesis de São José dos Campos
La diócesis de São José dos Campos (en latín: Dioecesis Sancti Iosephi in Brasilia y en portugués: Diocese de São José dos Campos) es una circunscripción eclesiástica latina de la Iglesia católica en Brasil, sufragánea de la arquidiócesis de Aparecida. La diócesis tiene al obispo José Valmor César Teixeira, S.D.B. como su ordinario desde el 20 de marzo de 2014. 

## Territorio y organización
La diócesis tiene 3271 km² y extiende su jurisdicción sobre los fieles católicos de rito latino residentes en 6 municipios del estado de São Paulo: São José dos Campos, Igaratá, Jacareí, Monteiro Lobato, Paraibuna y Santa Branca.
La sede de la diócesis se encuentra en la ciudad de São José dos Campos, en donde se halla la Catedral de San Dimas.
En 2020 en la diócesis existían 45 parroquias agrupadas en 8 regiones pastorales: São José, Sant'Ana, São Judas Tadeu, Santo Antônio, Nossa Senhora de Lourdes, Nossa Senhora da Santíssima Trindade, Imaculada Conceição y São Paulo Apóstolo.

## Historia
La diócesis fue erigida el 30 de enero de 1981 con la bula Qui in Beati Petri del papa Juan Pablo II, obteniendo el territorio de las diócesis de Mogi das Cruzes y Taubaté.

## Estadísticas
De acuerdo al Anuario Pontificio 2021 la diócesis tenía a fines de 2020 un total de 665 372 fieles bautizados.
| Año                                                                             | Población            | Población | Población      | Sacerdotes | Sacerdotes    | Sacerdotes    | Bautizados por sacerdote | Diáconos permanentes | Religiosos | Religiosos | Parroquias |
| Año                                                                             | Bautizados católicos | Total     | % de católicos | Total      | Clero secular | Clero regular | Bautizados por sacerdote | Diáconos permanentes | Varones    | Mujeres    | Parroquias |
| ------------------------------------------------------------------------------- | -------------------- | --------- | -------------- | ---------- | ------------- | ------------- | ------------------------ | -------------------- | ---------- | ---------- | ---------- |
| 1981                                                                            | ?                    | ?         | ?              | 25         | 16            | 9             | ?                        | 7                    |            |            | 21         |
| 1990                                                                            | 511 000              | 532 000   | 96.1           | 41         | 28            | 13            | 12 463                   | 32                   | 13         | 204        | 24         |
| 1999                                                                            | 556 000              | 612 000   | 90.8           | 67         | 55            | 12            | 8298                     | 34                   | 12         | 204        | 33         |
| 2000                                                                            | 563 000              | 620 000   | 90.8           | 70         | 57            | 13            | 8042                     | 60                   | 13         | 165        | 33         |
| 2001                                                                            | 600 000              | 772 170   | 77.7           | 69         | 58            | 11            | 8695                     | 60                   | 11         | 176        | 34         |
| 2002                                                                            | 611 800              | 787 600   | 77.7           | 70         | 58            | 12            | 8740                     | 62                   | 12         | 184        | 34         |
| 2003                                                                            | 624 800              | 803 500   | 77.8           | 69         | 54            | 15            | 9055                     | 60                   | 15         | 196        | 35         |
| 2004                                                                            | 699 780              | 900 000   | 77.8           | 70         | 56            | 14            | 9996                     | 61                   | 14         | 208        | 35         |
| 2010                                                                            | 680 670              | 872 654   | 78.0           | 79         | 64            | 15            | 8616                     | 64                   | 17         | 232        | 39         |
| 2014                                                                            | 702 000              | 909 000   | 77.2           | 81         | 66            | 15            | 8666                     | 114                  | 17         | 195        | 43         |
| 2017                                                                            | 720 170              | 970 879   | 74.2           | 95         | 71            | 24            | 7580                     | 113                  | 27         | 164        | 44         |
| 2020                                                                            | 665 372              | 1 002 803 | 66.4           | 99         | 75            | 24            | 6720                     | 106                  | 25         | 127        | 45         |
| Fuente: Catholic-Hierarchy, que a su vez toma los datos del Anuario Pontificio. |                      |           |                |            |               |               |                          |                      |            |            |            |

## Episcopologio
- Eusébio Oscar Scheid, S.C.I. † (11 de febrero de 1981-23 de enero de 1991 nombrado arzobispo de Florianópolis)
- José Nelson Westrupp, S.C.I. (11 de mayo de 1991-1 de octubre de 2003 nombrado obispo de Santo André)
- Moacir Silva (20 de octubre de 2004-24 de abril de 2013 nombrado arzobispo de Ribeirão Preto)
- José Valmor César Teixeira, S.D.B., desde el 20 de marzo de 2014